# Olga Strub
Olga Strub (* 2. April 1950 in Basel) ist eine Schweizer Schauspielerin, die früher in der DDR und heute in der Bundesrepublik Deutschland ihrem Beruf nachgeht.

## Leben
Geboren wurde Olga Strub in Basel als Tochter des Grafikers und Illustrators Heiri Strub (1916–2014) und dessen Gattin Liselotte (Lotti) (1919–2013). Nachdem die Familie im Jahr 1957 aus politischen Gründen in die DDR ausgewandert war, erhielt sie ihre Schauspielausbildung zwischen 1967 und 1969 in Berlin-Schöneweide. Von 1970 bis 1977 gehörte sie dem Berliner Ensemble Ostberlins an und trat neben ihrer Tätigkeit am Theater auch in einigen DEFA-Filmproduktionen auf. Eine ihrer bekanntesten Rollen war „Schiefhütchen“ in Rainer Simons Märchenfilm Sechse kommen durch die Welt. Seit 2006 arbeitet sie beim Ensemble des Theaters Konstanz. Zuvor trat sie unter anderem im Schauspiel Frankfurt und am Thalia Theater (Hamburg) auf. Dabei arbeitete sie mit Ruth Berghaus, Hans Neuenfels und Jossi Wieler. Auch am Staatstheater Braunschweig und am Landestheater Linz war Strub im Ensemble engagiert. Bis in die 2010er Jahre hinein wirkte sie auch in bundesdeutschen Film und Fernsehproduktionen mit. 2011 sah man Olga Strub in dem Film Silberkiesel – Hunkeler tritt ab.

## Filmografie (Auswahl)
- 1971: Karriere
- 1972: Sechse kommen durch die Welt
- 1973: Polizeiruf 110: Vorbestraft (Fernsehreihe)
- 1974: Tilla und der Burgvogt (Fernsehfilm)
- 1975: Zwischen Nacht und Tag
- 1977: Die zertanzten Schuhe (Fernsehfilm)
- 1978: Gefährliche Fahndung (Fernsehserie)
- 1981: Männersache (Fernsehfilm)
- 1982: O wie Oblomov
- 1990: Alles Paletti (Fernsehfilm)
- 1990: Die zukünftigen Glückseligkeiten (Fernsehfilm)
- 1997: Heidengeld
- 2011: Silberkiesel – Hunkeler tritt ab (Fernsehfilm)
- 2018: Der Bestatter (Fernsehserie)